# Meromyza nigripes
Meromyza nigripes är en tvåvingeart som beskrevs av Oswald Duda 1933. Meromyza nigripes ingår i släktet Meromyza och familjen fritflugor. Inga underarter finns listade i Catalogue of Life.